# Gay Crusader
Gay Crusader (1914-1932) est un cheval de course pur-sang anglais, lauréat de la Triple Couronne britannique en 1917.

## Carrière de course
Propriété comme son père Bayardo de Alfred W. Cox, Gay Crusader est entraîné par Alec Taylor, Jr., le plus grand entraîneur anglais du premier quart du XXe siècle, sacré douze fois champion des entraîneurs anglais entre 1907 et 1925, et sera monté exclusivement par Steve Donoghue, le plus grand jockey anglais de son époque, dix fois champion jockey entre 1915 et 1923. Yearling de faible constitution, Gay Crusader est préservé jusqu'à l'automne, mais ses débuts ne sont guère encourageants, il termine sixième. Cependant, preuve de l'estime qu'on lui porte, il s'aligne ensuite au départ d'une bonne course pour 2 ans, les Criterion Stakes, et cette fois il s'impose, de justesse, face à une excellente pouliche, Molly Desmond, lauréate des Cheveley Park Stakes et deuxième des Middle Park Stakes.
À 3 ans, Gay Crusader n'est plus le même, il est devenu un solide poulain, très calme. Il rentre en avril dans les Column Produce Stakes à Newmarket, le seul hippodrome qu'il connaîtra puisque, en ces temps de guerre, Epsom, Ascot, Doncaster et la plupart des hippodromes britanniques sont réquisitionnés par l'armée. Portant plus de poids que ses adversaires, il échoue à la hanche d'un certain Coq d'Or. Mais un entraînement public particulièrement impressionnant lui vaut d'être propulsé favori des 2000 Guineas et il honore se statut en s'imposant à la lutte devant son compagnon d'entraînement Magpie. Dès lors, Gay Crusader ne cessera jamais de gagner. 
Les restrictions liées à la guerre ont bien failli annuler l'édition 1917 du Derby d'Epsom, mais finalement il est organisé fin juillet sous le nom de "New Derby". Gay Crusader le remporte, quatre longueurs devant tout le monde. La Gold Cup à Newmarket plutôt qu'à Ascot, cela tient de l'hérésie, mais Gay Crusader n'en a cure : il se balade, 15 longueurs devant. Les dirigeants de Doncaster refusent que le nom de St. Leger soit utilisé à Newmarket ? Qu'à cela ne tienne, on appellera September Stakes le plus vieux classique du monde, que Gay Crusader remporte tout aussi facilement, par six longueurs. Et voici Gay Crusader lauréat de la Triple Couronne britannique (2000 Guinées, Derby et St. Leger), douzième du nom ― on en compte seize en deux siècles. 
Semblant invincible, Gay Crusader poursuit sa moisson d'automne en remportant les Lowther Stakes puis, comme gage de sa polyvalence, deux épreuves sur 2 000 mètres, les Champion Stakes et les Limeklin Stakes, sa dernière course de la saison. Mais a priori pas la dernière de sa carrière, puisque le crack reste à l'entraînement l'année suivante. Mais une inflammation au tendon vient contrecarrer ses plans et il rentre au haras. Dans leur livre de référence A Century of Champions, John Randall et Tony Morris considèrent Gay Crusader comme le 13e meilleur cheval anglais du 20e siècle.

### Résumé de carrière
| Date        | Hippodrome  | Pays        | Course                | Distance    | Jockey      | Place       | Écart       | Vainqueur ou deuxième |
| 1916, 2 ans | 1916, 2 ans | 1916, 2 ans | 1916, 2 ans           | 1916, 2 ans | 1916, 2 ans | 1916, 2 ans | 1916, 2 ans | 1916, 2 ans           |
| ----------- | ----------- | ----------- | --------------------- | ----------- | ----------- | ----------- | ----------- | --------------------- |
| Septembre   | Newmarket   | Royaume-Uni | Clearwell Stakes      | ―           | S. Donoghue | 6e / 12     | ―           | ―                     |
| Octobre     | Newmarket   | Royaume-Uni | Criterion Stakes      | 1 200 m     | S. Donoghue | 1er         | tête        | Molly Desmond         |
| 1917, 3 ans |             |             |                       |             |             |             |             |                       |
| Avril       | Newmarket   | Royaume-Uni | Column Produce Stakes | ―           | S. Donoghue | 2e          | 3/4         | Coq d'Or              |
| Mai         | Newmarket   | Royaume-Uni | 2000 Guineas          | 1 600 m     | S. Donoghue | 1er / 14    | tête        | Magpie                |
| 31 juillet  | Newmarket   | Royaume-Uni | Derby                 | 2 400 m     | S. Donoghue | 1er / 11    | 4           | Dansellon             |
|             | Newmarket   | Royaume-Uni | Gold Cup              | 4 000 m     | S. Donoghue | 1er         | 15          | Ferox                 |
| Septembre   | Newmarket   | Royaume-Uni | St. Leger             | 2 800 m     | S. Donoghue | 1er         | 6           | Kingston Black        |
|             | Newmarket   | Royaume-Uni | Lowther Stakes        | 2 800 m     | S. Donoghue | 1er         | 4           | ―                     |
| Octobre     | Newmarket   | Royaume-Uni | Champion Stakes       | 2 000 m     | S. Donoghue | 1er         | ―           | ―                     |
|             | Newmarket   | Royaume-Uni | Limekiln Stakes       | 2 800 m     | S. Donoghue | 1er         | 1 ½         | Quarryman             |

## Au haras
Juste après la retraite de son champion, Alfred W. Cox décline une offre pharamineuse du magnat des mines sud-africain Jack Joel : £ 100000. Il conserve Gay Crusader et le propose à la monte au tarif très élevé de 400 guinées. Comme reproducteur, Gay Crusader ne lui rendra qu'à moitié la pareille. Il n'a pas produit beaucoup de top chevaux ―citons tout de même Inglesant (Sussex Stakes), Medieval Knight (Middle Park Stakes) et Kincardine (St. James's Palace Stakes) ―en revanche il a laissé une trace importante dans l'élevage, puisqu'il est le père de mère du champion et grand étalon français Djebel, de Prince Rose, père de l'incontournable Princequillo, ou encore de l'Italien El Greco, lui-même père de mère du grandissime Ribot, l'un des plus grands champions de l'histoire des courses.  
Gay Crusader s'éteint le 14 septembre 1932.

## Origines
Quinze poulains ont remporté la Triple Couronne britannique entre West Australian (1853) et Nijinsky (1970), et les douzième et treizième sont deux fils de Bayardo nés à un an d'écart, Gay Crusader et Gainsborough. Bayardo était un grand champion, lauréat de 22 de ses 25 courses. Et un grand étalon, naturellement sacré tête de liste en 1917 et 1918. 

### Pedigree
| Origines de Gay Crusader (GB), mâle bai né en 1914 | Origines de Gay Crusader (GB), mâle bai né en 1914 | Origines de Gay Crusader (GB), mâle bai né en 1914 | Origines de Gay Crusader (GB), mâle bai né en 1914 |
| -------------------------------------------------- | -------------------------------------------------- | -------------------------------------------------- | -------------------------------------------------- |
| Père Bayardo 1906                                  | Bay Ronald                                         | Hampton                                            | Lord Clifden                                       |
| Père Bayardo 1906                                  | Bay Ronald                                         | Hampton                                            | Lady Langden                                       |
| Père Bayardo 1906                                  | Bay Ronald                                         | Black Duchess                                      | Galliard                                           |
| Père Bayardo 1906                                  | Bay Ronald                                         | Black Duchess                                      | Black Corrie                                       |
| Père Bayardo 1906                                  | Galicia                                            | Galopin                                            | Vedette                                            |
| Père Bayardo 1906                                  | Galicia                                            | Galopin                                            | Flying Duchess                                     |
| Père Bayardo 1906                                  | Galicia                                            | Isoletta                                           | Isonomy                                            |
| Père Bayardo 1906                                  | Galicia                                            | Isoletta                                           | Lady Muncaster                                     |
| Mère Gay Laura 1909                                | Beppo                                              | Marco                                              | Barcaldine                                         |
| Mère Gay Laura 1909                                | Beppo                                              | Marco                                              | Novitiate                                          |
| Mère Gay Laura 1909                                | Beppo                                              | Pitti                                              | St. Frusquin                                       |
| Mère Gay Laura 1909                                | Beppo                                              | Pitti                                              | Florence                                           |
| Mère Gay Laura 1909                                | Galeotta                                           | Galopin                                            | Vedette                                            |
| Mère Gay Laura 1909                                | Galeotta                                           | Galopin                                            | Flying Duchess                                     |
| Mère Gay Laura 1909                                | Galeotta                                           | Agave                                              | Springfield                                        |
| Mère Gay Laura 1909                                | Galeotta                                           | Agave                                              | Wood Anemone (famille 1-g)                         |